# ليمور الخيزران
ليمور الخيزران أو هبّار الخيزران أو ليمور أليف أو هبار أليف (الاسم العلمي: Hapalemur)، جنس من الرئيسيات أنواعه ستة متوسطة الحجم تعيش حصرًا في مدغشقر.